# Sándor György (labdarúgó)
Sándor György (Ungvár, 1984. március 20. –) nyolcszoros válogatott labdarúgó, jobblábas középpályás. Egyszeres magyar bajnok, kétszeres magyar bajnoki ezüstérmes, egyszeres bolgár kupa győztes. 271 NB 1-es meccsen 32 gólt szerzett.

## Pályafutása

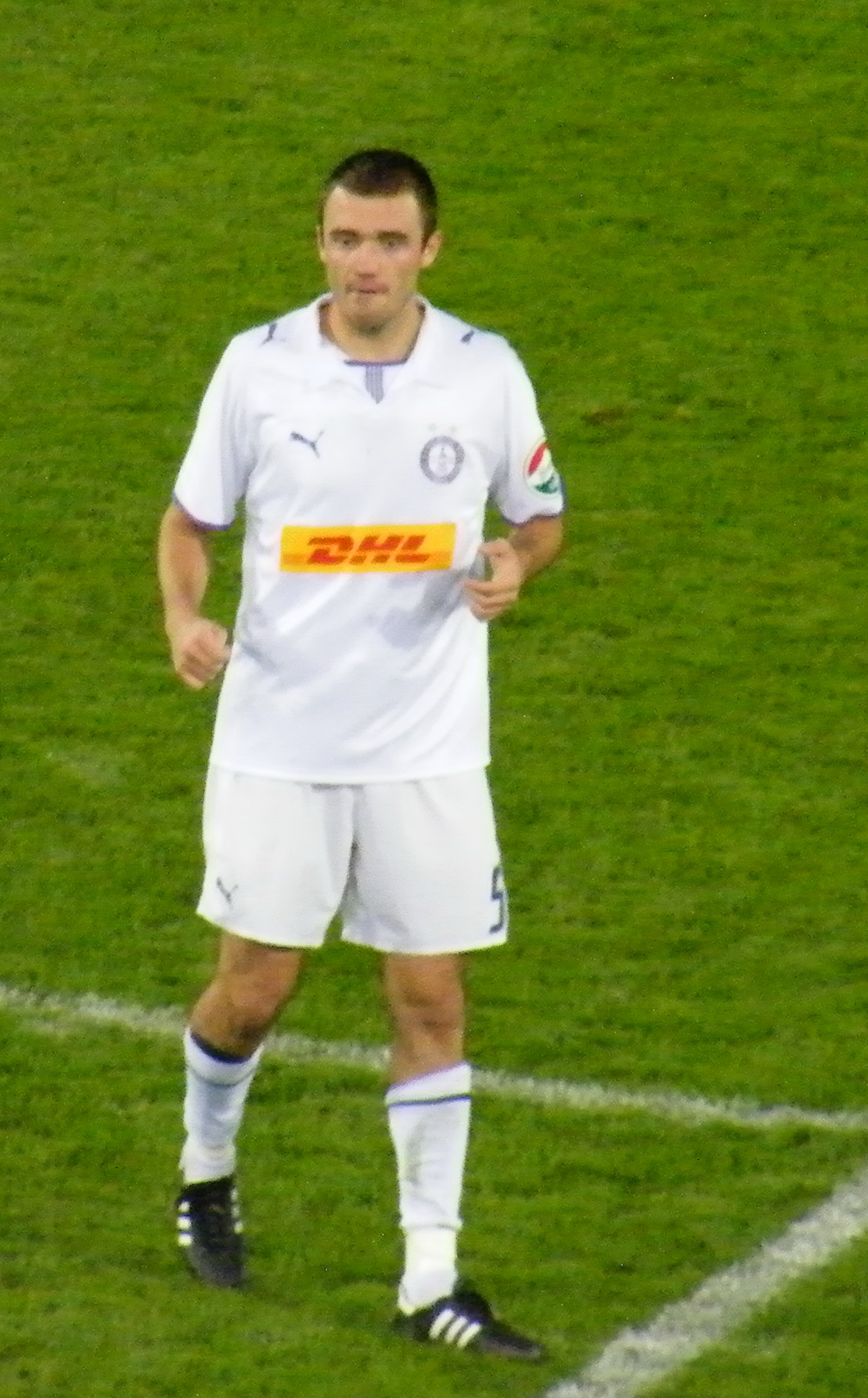
Sándor az Újpest mezében

### Újpest

#### 2003-2004
Sándor az Újpestben kezdte profi karrierjét. Hét első osztályú meccset játszott itt, majd eligazolt Győrbe.

### Győr
Itt huszonhárom meccset játszott és két gólt lőtt, de egyéves győri kitérő után visszatért az Újpestbe.

### Újpest újra

#### 2005-2006
Visszatérése utáni első szezonban ezüstérmet nyert a lilákkal a magyar bajnokságban. Ő huszonkilenc meccsen három góllal segítette a lilákat a második helyhez. 18-szor le, 3-szor becserélték. 4 sárgát kapott. 8-szor volt kezdő, és 1982 percet játszott.

#### 2006-2007
A következő szezonban csak negyedikek lettek a bajnokságban, de Sándor így is elégedett lehetett, hiszen három meccs híján az összes bajnokin pályára lépett. Három gólt szerzett.

#### 2007-2008
A 2007-08-as szezonban ugyancsak negyedik lett csapata a bajnokságban, de ő csak az őszi szezonban és a bajnokság végén játszott itthon, mert januárban a Plymouth Argyle-hez került kölcsönbe. Itt viszont egy térdsérülés miatt nem tudott debütálni. Felépülése után is csak a második csapatban játszott, ott viszont több gólt is szerzett. 2008 áprilisában visszatért Újpestre.

#### 2008-2009
A következő szezont is itt kezdte, azonban decemberben a bolgár Liteksz Lovecshez került kölcsönbe. Itt tizenkét bajnokit játszott és bolgár kupát nyert csapatával. Ebben a szezonban megszerezte második bajnoki ezüstjét is, hiszen ősszel pályára lépett az Újpest színeiben így neki is járt az érem.

#### 2009-2010
Nyáron visszatért a lilákhoz, és tizennégy bajnoki meccset játszott az őszi szezonban. 2009 decemberében felröppentek azok a pletykák miszerint Sándor a Videotonhoz igazol. Az átigazolás végül létrejött.

### Videoton
2009. december 9-én két és fél évre kötelezte el magát a székesfehérvári csapathoz. Első mérkőzését új csapatában, 2010. február 27-én játszotta a Kecskemét ellen. A találkozón végig a pályán volt. 2013 januárjában fél évre a szaúdi ál-Ittihádhoz került kölcsönjátékosként. 2015-ben, miután második bajnoki aranyérmét ünnepelhette a székesfehérvári gárdával, az ausztrál Perth Glory FC-hez szerződött.

### Csákvári TK
2017. június 26-án jelentette be hivatalosan a másodosztályú Csákvári TK, hogy leigazolták Sándor Györgyöt.

## Válogatott
2006. november 15-én mutatkozott be a válogatottban, Kanada ellen. Első mérkőzésén a 72. percben cserélte le, az akkori szövetségi kapitány, Várhidi Péter.
A következő évben két meccset játszott a nemzeti csapatban. 2007-es meccseit február 6-án Ciprus ellen, majd rá egy napra Lettország ellen játszotta. Az első mérkőzésen kezdőként kapott szerepet, azonban a 63. percben lecserélték. Második meccsen a 68. percben küldték a pályára.
Több mint két év szünet után, 2009. november 14-én lépett újra pályára a válogatott színeiben. A belgák ellen végig a pályán volt.
Dzsudzsák Balázs sérülése miatt 2011 őszén tartalékból a keretbe került, egy újabb sérülés miatt pedig bemutatkozhatott a válogatottban tétmeccsen is. A Svédország elleni Eb-selejtezőn bő negyedórát játszott Lipták Zoltán sérülése után.

## Sikerei, díjai
- Magyar bajnokság
  - győztes: 2010-11, 2014-15
  - ezüstérmes: 2005–06, 2008–09, 2009–10, 2011-12
- Magyar Kupa
  - ezüstérmes: 2010-11, 2014-15
- Liga Kupa
  - győztes: 2011-12
- Szuperkupa
  - győztes: 2011, 2012
- Bolgár kupa
  - győztes: 2009

- Magyar másodosztályú bajnokság
  - győztes: 2017

## Statisztika

### Klubcsapatokban
| Csapat          | Szezon  | Mérkőzés | Gól |
| --------------- | ------- | -------- | --- |
| Videoton FC     | 2009-10 | 15       | 3   |
| Újpest FC       | 2009-10 | 15       | 1   |
| Litex Lovech    | 2008-09 | 12       | 1   |
| Újpest FC       | 2008-09 | 15       | 0   |
| Plymouth Argyle | 2007-08 | 0        | 0   |
| Újpest FC       | 2007-08 | 20       | 5   |
| Újpest FC       | 2006-07 | 27       | 3   |
| Újpest FC       | 2005-06 | 29       | 3   |
| Győri ETO FC    | 2004-05 | 23       | 2   |
| Újpest FC       | 2003-04 | 7        | 2   |
| Összesen        |         | 147      | 17  |

### Mérkőzései a válogatottban
| Magyarország | Magyarország        | Magyarország                    | Magyarország  | Magyarország | Magyarország | Magyarország | Magyarország | Magyarország |
| #            | Dátum               | Helyszín                        | Hazai         | Eredmény     | Vendég       | Kiírás       | Gólok        | Esemény      |
| ------------ | ------------------- | ------------------------------- | ------------- | ------------ | ------------ | ------------ | ------------ | ------------ |
| 1.           | 2006. november 15.  | Székesfehérvár, Sóstói Stadion  | Magyarország  | 1 – 0        | Kanada       | barátságos   | -            | 72'          |
| 2.           | 2007. február 6.    | Limassol                        | Ciprus        | 2 – 1        | Magyarország | barátságos   | -            | 63'          |
| 3.           | 2007. február 7.    | Limassol (CYP)                  | Lettország    | 0 – 2        | Magyarország | barátságos   | -            | 68'          |
| 4.           | 2009. november 14.  | Gent, Jules Ottenstadion        | Belgium       | 3 – 0        | Magyarország | barátságos   | -            |              |
| 5.           | 2011. szeptember 2. | Budapest, Puskás Ferenc Stadion | Magyarország  | 2 – 1        | Svédország   | Eb-selejtező | -            | 74'          |
| 6.           | 2011. szeptember 6. | Chișinău, Zimbru Stadion        | Moldova       | 0 – 2        | Magyarország | Eb-selejtező | -            | 64'          |
| 7.           | 2011. október 11.   | Budapest, Puskás Ferenc Stadion | Magyarország  | 0 – 0        | Finnország   | Eb-selejtező | -            | 59'          |
| 8.           | 2011. november 15.  | Poznań, Városi Stadion          | Lengyelország | 2 – 1        | Magyarország | barátságos   | -            | a szünetben  |
| 9.           | 2014. március 5.    | Győr, ETO Park                  | Magyarország  | 1 – 2        | Finnország   | barátságos   | -            | 55'          |
|              | Összesen            |                                 |               | 9            | mérkőzés     |              | 0            | gól          |